# Vertigo (píseň, U2)
„Vertigo“ je úvodní písní desátého alba How to Dismantle an Atomic Bomb irské rockové skupiny U2. Hudbu k písni složili všichni členové skupiny a text napsal zpěvák Bono a kytarista The Edge. Jde o první singl z alba How to Dismantle an Atomic Bomb, který vyšel několik týdnů před jeho vydáním v listopadu 2004. Singl vyšel v několika různých formátech; u některých byla například ještě B-strana „Are You Gonna Wait Forever?“ jinde pak zase coververze písně „Neon Lights“, kterou původně nahrála skupina Kraftwerk.